# Берг, Григорий Максимович
Григо́рий Макси́мович Берг (Gregor von Berg; 1765—1838) — генерал от инфантерии из остзейского рода Бергов. Младший брат генерал-лейтенанта Б. М. Берга.

## Биография
Григорий Берг родился в семье генерал-аншефа Магнуса Иоганна Берга и его жены Элеоноры-Елизаветы-Доротеи, племянницы фельдмаршала Миниха. При крещении был наречён в честь восприемника Григория Орлова; крестницей же была императрица Екатерина Алексеевна.
В 1778 году Берг был зачислен на военную службу в чине сержанта Сибирского пехотного полка, находившемся в то время под командованием его отца. 1 января 1782 года был произведён в чин поручика, через месяц императрица назначила его на должность обер-аудитора Лифляндской дивизии.
Был масоном, членом рижской ложи «Аполлона». С 1787 года член ревельской ложи «Изиды», в которой к 1815 году занимал пост наместного мастера.
В чине секунд-майора он был переведён в Невский 1-й пехотный полк и в его рядах участвовал в Русско-шведской войне 1788—1790 годов. Командовал отрядом во время похода в Финляндию в 1788—1789 годах, проявил храбрость в сражениях при Сент-Миккели и Помарзунде. В 1790 году был во время битвы у Пардакоски ранен в левую ногу картечью навылет. После окончания войны был в августе того же года отправлен с донесением к императрице о заключении мира.
В 1792 году сочетался браком с вдовой своего старшего брата Ядвигой Доротеей, в девичестве Сиверс (1764—1830). В 1794 году участвовал в подавлении восстания Тадеуша Костюшко в Польше, отличившись во время осады и взятия города Вильно. 8 октября 1797 года получил чин полковника, а 16 августа 1798 года император Павел I утвердил его назначение командиром Тамбовского мушкетёрского полка.
20 августа 1798 года был присвоен чин генерал-майора с назначением шефом формировавшегося тогда в Костроме мушкетёрского полка (впоследствии Украинского егерского). 14 ноября 1800 года был отправлен в отставку по обвинению в растрате полковых сумм, но уже 19 ноября того же года был восстановлен на службе, возглавив Малороссийский 10-й гренадерский полк. В ночь с 11 на 12 марта 1801 года, когда был убит Павел I, находился со своим полком в Киеве, узнав о смерти императора только 20 марта 1801 года в Козельце. Здесь же вместе с чинами Малороссийского гренадерского полка он присягнул новому Александру I.
После назначения шефом полка наследного принца Карла Баденского Берг 16 июля 1801 года стал полковым командиром. В 1805 году участвовал со своим полком в боевых действиях в Баварии, находясь в составе арьергарда под началом Багратиона. 5 ноября 1805 года он проявил большую храбрость в битве под Амштеттеном, где пуля ранила его в нижнюю губу и выбила два зуба. За это сражение он получил Владимирский крест 3-й степени. 22 декабря того же года он с не меньшим мужеством сражался под Аустерлицем. В этой «Битве трёх императоров» Берг дважды получил тяжёлую контузию в левую ногу и, практически потеряв сознание, был захвачен французами в плен.
В плену он пробыл сравнительно недолго и уже в январе 1806 года, получив свободу, вернулся в Россию; осенью того же года отправился на войну с Османской империей, но в итоге в боевых действиях участия не принял. 11 октября 1806 года был назначен на должность коменданта Ревеля, которую занимал до начала Отечественной войны в 1812 году.
23 марта 1812 года получил командование над 5-й пехотной дивизией, служа в корпусе под началом генерала Петра Витгенштейна, но при этом остался комендантом Ревеля. Во главе дивизии участвовал в сражениях у Якубова и Клястиц, у Нищи и Головчиц, в ходе боёв был примером храбрости для своих солдат. 18 октября 1812 года был за свои заслуги повышен в чине генерал-лейтенанта. Во время Первого сражения у Полоцка (17—18 августа) он вновь отличился, однако в результате попадания пушечного ядра левая сторона его тела была сильно контужена; несмотря на это, Берг остался в рядах сражающихся. В качестве награды за проявленный героизм в этом сражении был награждён Орденом Св. Анны 1-й степени. Впоследствии участвовал во Втором сражении под Полоцком (18—20 октября), за которое был награждён орденами Св. Георгия 3-го класса и орденом св. Владимира 3-й степени. Во время сражения под Смолянами (13—14 ноября) в очередной раз проявил храбрость, успешно руководил отражением кавалерийской атаки сил маршала Перрена и разбил его пехоту, принудив затем к отступлению после битвы у Студянки 16 ноября.

В 1813 году Берг вновь участвовал во множестве сражений. В частности, принял участие в первой осаде Данцига (19—26 января 1813 года). 7 марта 1813 года под командованием маршала Петра Витгенштейна, с которым незадолго до этого соединился, Берг вступил со своим 8-тысячным корпусом в Берлин. Менее чем месяц спустя, 24 марта, защитил Берлин под Мокёрном. Был награждён орденом Красного орла, став первым русским генералом, удостоенным этой награды. Во время сражения под Лютценом 2 мая 1813 года сумел успешно прикрыть отступление союзников, за что 2 июня 1813 года был награждён орденом Св. Георгия 3-го класса 
в воздаяние отличного мужества, храбрости и распорядительности, оказанных в сражении против французских войск 20 апреля при Люцене.
Во время сражения под Бауценом Берг сумел предотвратить обход одного из флангов русско-прусской армии вражескими силами. В сражении у Рейхенбаха, командуя арьергардом, защищавшим от французов село Гросс-Гершен, вновь получил тяжёлое ранение в левую ногу (пуля прошла навылет), по причине чего был вынужден возвратиться к службе коменданта в Ревеле. 12 декабря 1823 года за свои многочисленные заслуги в кампаниях 1812—1813 годов Александр I повысил его до генерала от инфантерии. 17 декабря 1827 года получил Орден св. Александра Невского. 25 марта 1828 года Берг получил назначение Ревельским военным губернатором.
Сильно подействовала на Григория Максимовича смерть жены Ядвиги Доротеи, матери его восьмерых детей (четыре сына и четыре дочери). Императорская чета во время пребывания в Ревеле летом 1831 года лично выразила ему свои соболезнования. После смерти любимого сына Берг вышел в отставку (9 февраля 1832 года) и через год умер. Похоронен в Ревеле.
В 1871 году в Дрездене иждивением генерал-фельдмаршала Ф. Ф. Берга (двоюродного племянника) были напечатаны воспоминания генерала Григория Берга о военных походах, в которых ему довелось принимать участие (Leben von Gregor von Berg. Auto-biographie des General der Infanterie).